# Federación Navarra de Baloncesto
La Federación Navarra de Baloncesto (FNB) es el organismo que gestiona, organiza y promueve el baloncesto en la Comunidad Foral de Navarra. Está integrada en la Federación Española de Baloncesto y tiene su sede en la Casa del Deporte (Navarra Arena, Pamplona).

## Historia
La FNB inició su andadura el 9 de diciembre de 1946, cumpliendo 75 años en 2021, efeméride celebrada con actividades conmemorativas y un repaso histórico del baloncesto navarro. Sus Estatutos y el Reglamento General y Bases de Competición regulan la estructura federativa, las licencias y el régimen disciplinario.

## Organización
La FNB articula comités de Competición, Competición base y Apelación, además de los estamentos de árbitros y entrenadores. Publica circulares y bases anuales de competición y mantiene una plataforma/app oficial con calendarios, actas y estadísticas en directo.

## Competiciones
La FNB organiza las ligas autonómicas sénior masculinas y femeninas, las competiciones de formación (cadete, infantil, preinfantil, minibasket y benjamín, integradas en los Juegos Deportivos de Navarra) y torneos como la Copa Navarra.

### Pirámide competitiva sénior (2024–25)
Masculina
- 1.ª Autonómica masculina – liga regular (grupos) + fases finales según bases.[12]
- 2.ª Autonómica masculina – liga regular y Fase Final.[12]

Femenina
- 1.ª Autonómica femenina – fase previa en 2 grupos, fase de clasificación y play-offs.[12]
- 2.ª Autonómica femenina – liga regular y Fase Final.[12]

Formación (JDN)
- Júnior, Cadete, Infantil, Preinfantil, Minibasket y Benjamín – sistemas y reglas específicas JDN.[13]

3×3
- Plaza 3×3 CaixaBank (Pamplona) – prueba anual abierta, con enfoque inclusivo y social.[14][15]

### Copa Navarra (sénior)
- 2024 – Campeón masculino: Navasket; campeonas femeninas: Lagunak.[16]

## Selecciones navarras
La FNB convoca regularmente a las selecciones navarras autonómicas (U13–U15 3×3, infantil, cadete y minibasket), con concentraciones y tecnificaciones periódicas.

## Árbitros y oficiales de mesa
El colectivo arbitral depende de la Escuela Navarra de Árbitros de Baloncesto (ENaB) y publica convocatorias y listados cada temporada. Los requisitos de inscripción y licencias se recogen en el Reglamento (art. 76) y circulares de licencias. En 2024–25 se mantuvo estable el número total de licencias arbitrales y de mesa (entorno a 130), según los balances publicados en la revista oficial.

## Licencias federativas
Las licencias han crecido en la última década, con récord histórico en 2023–24 y mantenimiento por encima de 7.500 en 2024–25.
| Temporada | Total licencias | Notas                               |
| --------- | --------------- | ----------------------------------- |
| 2019–20   | 6.965           | Serie histórica FNB.                |
| 2020–21   | 4.346           | Impacto pandemia COVID-19.          |
| 2021–22   | 6.498           | Recuperación post-pandemia.         |
| 2022–23   | 7.201           | —                                   |
| 2023–24   | 7.547           | Máximo histórico (↑4,7%).           |
| 2024–25   | 7.509           | 4.191 femeninas y 3.318 masculinas. |

## Palmarés de selecciones autonómicas

### 5×5 (cadete, infantil y mini)
| Categoría         | Oro | Plata | Bronce | Último título | Campeonato         | Oro | Plata | Bronce | Último título |
| ----------------- | --- | ----- | ------ | ------------- | ------------------ | --- | ----- | ------ | ------------- |
| Cadete Femenino   | 0   | 0     | 0      | –             | Cadete Masculino   | 0   | 0     | 1      | –             |
| Infantil Femenino | 0   | 0     | 0      | –             | Infantil Masculino | 0   | 0     | 0      | –             |
| Mini Femenino     | 0   | 0     | 0      | –             | Mini Masculino     | 0   | 0     | 0      | –             |

### 3×3 (U13 y U15)
| Categoría    | Oro | Plata | Bronce | Último título | Campeonato    | Oro | Plata | Bronce | Último título |
| ------------ | --- | ----- | ------ | ------------- | ------------- | --- | ----- | ------ | ------------- |
| U15 Femenino | 0   | 0     | 0      | –             | U15 Masculino | 0   | 0     | 0      | –             |
| U13 Femenino | 0   | 0     | 0      | –             | U13 Masculino | 0   | 0     | 0      | –             |

## Publicaciones
La revista oficial 6eis veinticinco (antes 6,25) se edita desde 2004, en papel y digital, con reportajes, balances y estadísticas del baloncesto navarro.

## Palmarés abreviado
Copa Navarra (sénior)
2024 – Navasket (masc.) y Lagunak (fem.).